# Єна (місто)
Є́на (нім. Jena) — старовинне університетське місто Німеччини на річці Заале, друге за величиною після Ерфурта місто в землі Тюрингія. Станом на 31 грудня 2021 року населення міста складає 111 191 осіб.

## Історія
Перші офіційна згадка про місто Єна датована 1182 роком. В XI столітті місто входило до володінь Лобдебурга, але вже у XII столітті набуло статусу незалежного торгового центру з власним магістратом і законами. Економіка насамперед залежала від виноробства. 1286 року в місті з'явився домініканський монастир, а 1301 року — цістерціанський.
1331 року свою владу в місті утвердили представники династії Веттінів.
1523 року в місто прийшла Реформація. Домініканський і кармелітський монастирі були атаковані городянами. 1548 року курфюрст Йоганн-Фрідріх Великодушний заснував Єнський університет.
Недовгий час (1670—1690) Єна була столицею незалежного герцогства Саксен-Єна. У 1692 році Єна була приєднана до герцогства Саксен-Айзенах, і нарешті в 1741 році до герцогства Саксен -Ваймар, до якого і належала до 1918 року
До кінця XVIII століття Єнський університет став найбільшим і найвідомішим у німецьких державах, тож Єна була центром філософії ідеалізму (в Єнському університеті викладали Йоганн Готтліб Фіхте, Георг Вільгельм Фрідріх Гегель, Фрідріх Шиллер і Фрідріх Вільгельм Йозеф Шеллінг) та раннього романтизму (тут жили поети Новаліс, брати Шлегель і Людвіг Тік). 1794 року зустріч Гете і Шиллера поклала початок довгої дружби.
14 жовтня 1806 Наполеон переміг прусську армію в битві під Єною та Ауерштедтом. Опір французьким окупантом був сильним, особливо серед студентів, багато з яких билися в рядах добровольчої армії Лютцова (Lützowsches Freikorps) 1813 року. Через два роки в місті виникло студентське братство (Urburschenschaft).
Наприкінці XIX століття, після будівництва залізниці вздовж берега річки Заале (Saalebahn) від Лейпцига до Нюрнберга, Єна стала центром точного машинобудування, оптики і виробництва скла. Карл Цайсс, Ернст Аббе і Отто Шотт заснували всесвітньо відомі компанії Карл Цайсс Єна (Carl Zeiss Jena) і Шотт Єнаер Глазверк (Schott Jenaer Glaswerk).
1945 року Єна пережила сильне бомбардування американських і британських повітряних сил, загинуло 153 людини і практично повністю був зруйнований історичний середньовічний центр міста (відновлений після війни).
1920 року була створена земля Тюрингія і Єна увійшла до її складу. 1949 року Єна ввійшла до складу НДР, а сусіднє місто Гера — 1952 року. З 1990 року Єна — одне з вільних міст Тюрингії.

## Економіка
У наші дні Єна — важливе промислове місто, що спеціалізується на точному машинобудуванні, фармацевтиці, оптиці, фотографічній апаратурі. У місті розміщений знаменитий комбінат Carl Zeiss. 1926 року в місті компанія Carl Zeiss побудувала перший у світі сучасний планетарій, розташований у районі Damenviertel.
Економіка міста диверсифікується в області біоінформатики, біотехнологій, софта, фотоніки. Місто входить до списку 50 регіонів, що швидко зростають. У Єні розташовані всесвітньо відомі дослідні інститути та компанії, безробіття відносно низьке, населення молоде. 2008 року німецька наукова асоціація Stifterverband für die Deutsche Wissenschaft нагородила Єну титулом «місто науки» («Stadt der Wissenschaft»).

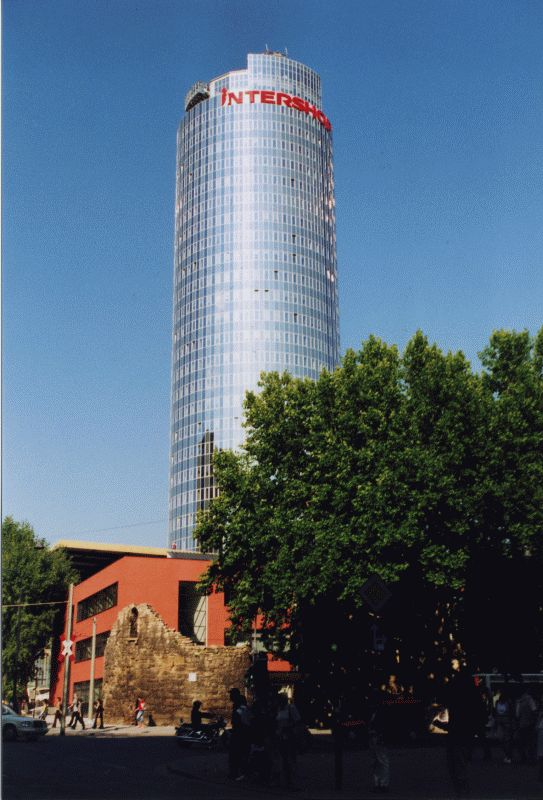
«JenTower»

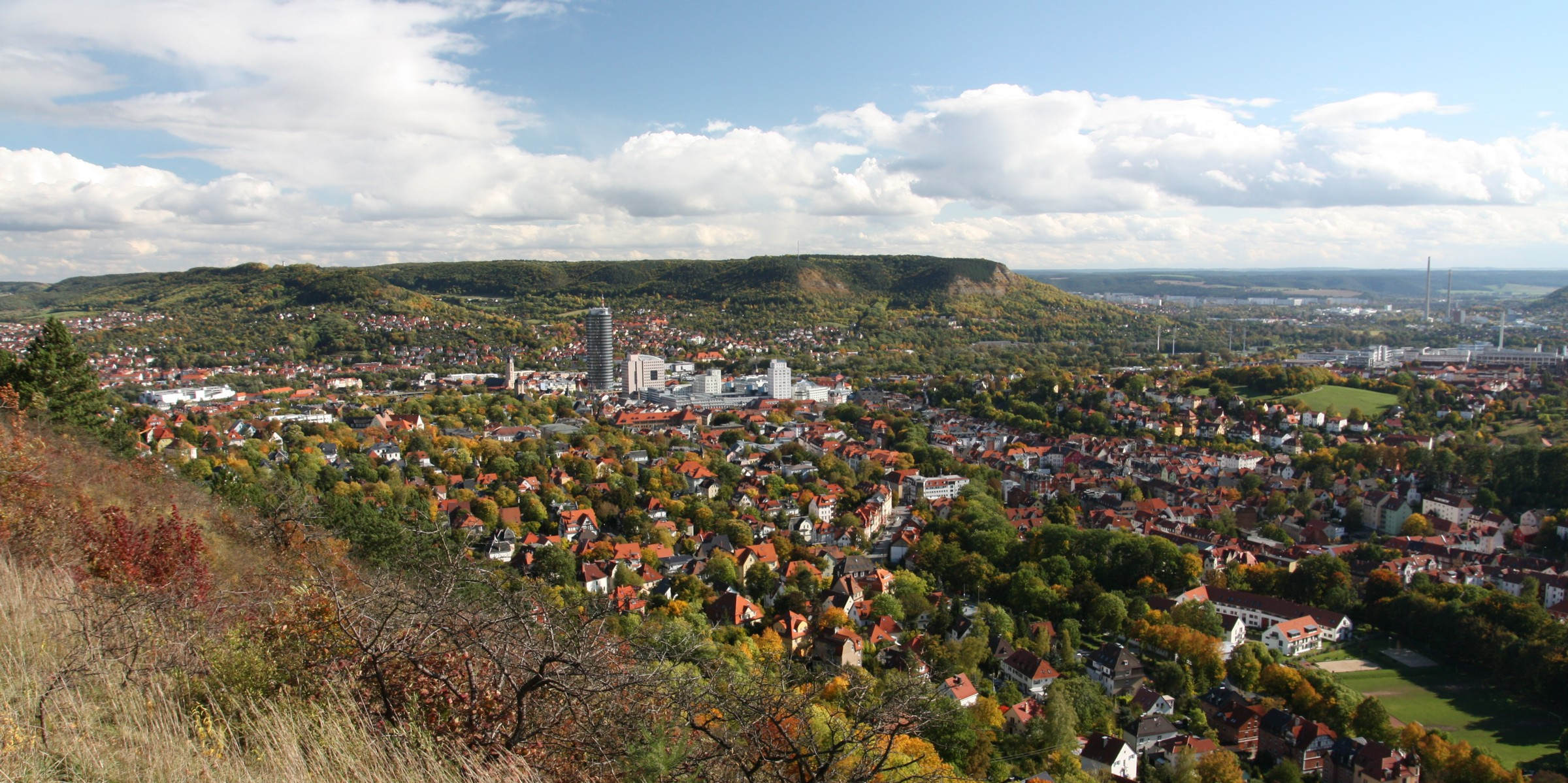
вид на історичний центр міста

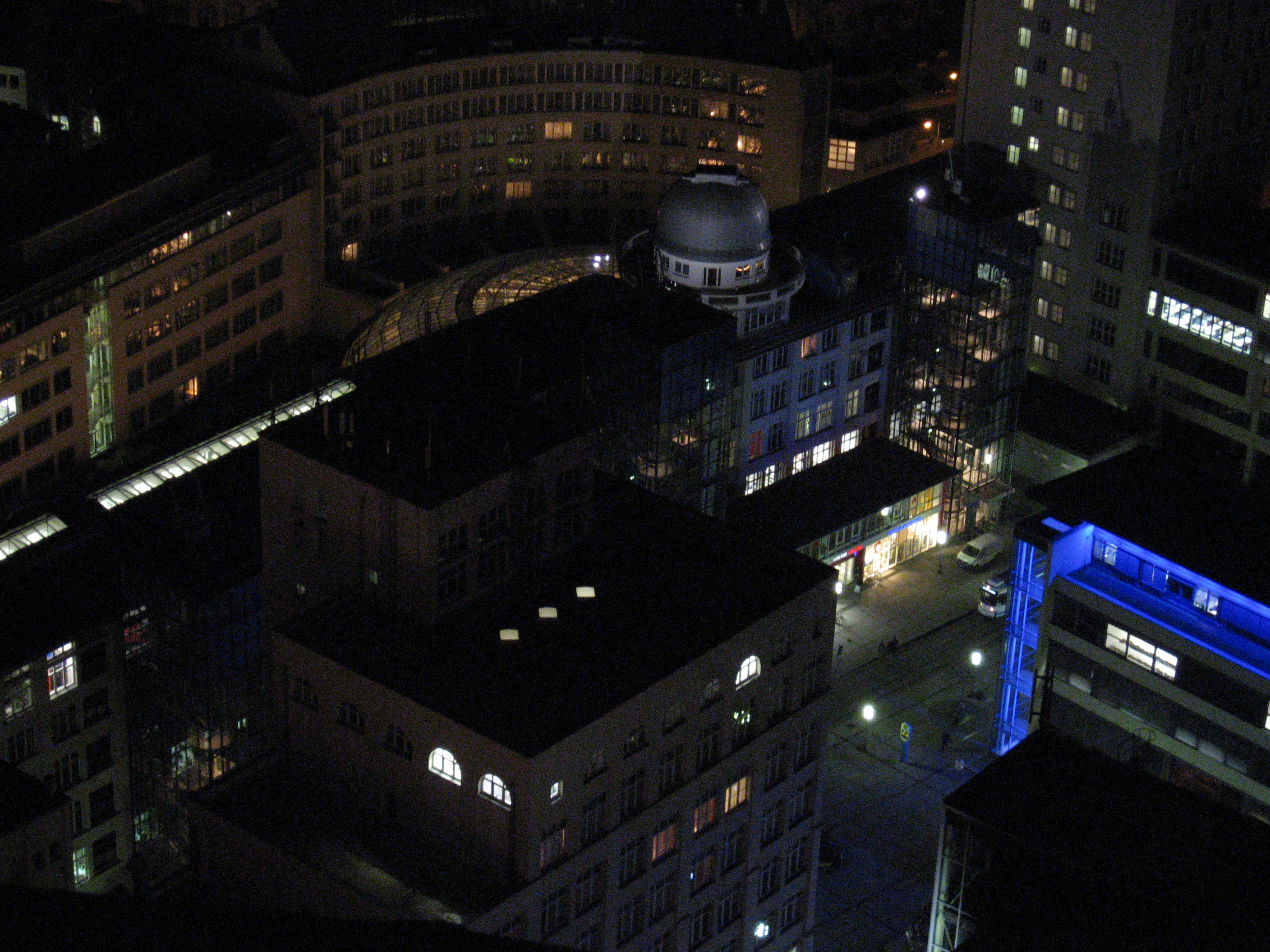
Вид з «JenTower» вночі. Найвища будівля — частина колишньої фабрики Цейса, яку зараз використовує Єнський університет

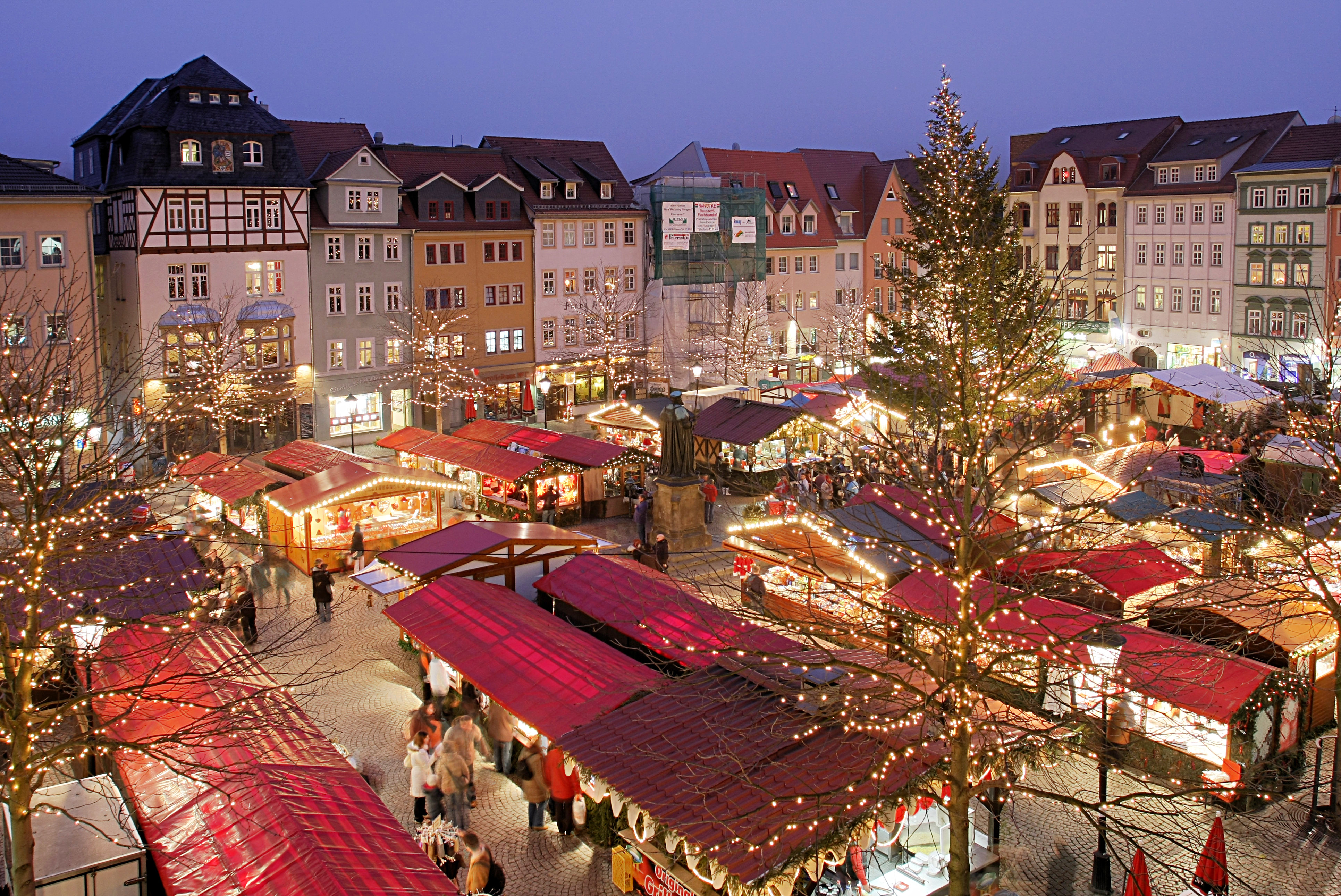
Різдвяний ярмарок, Єна

## Населення
| Рік  | Населення  |
| ---- | ---------- |
| 1970 | 88,3 тис.  |
| 1992 | 101,0 тис. |
| 2007 | 103,7 тис. |

## Головні пам'ятки
Стара ратушаМіська ратуша 13 століття («Rathaus») на ринковій площі. Двоповерхова будівля з бароковою восьмигранною фахверковою вежею. На ратуші встановлено баштові годинники «Шнапганс» (нім. Schnapphans — «Ганс, що хапає»). Щогодини розфарбована голова з дубового дерева намагається схопити зубами ядро, яке інша фігурка підносить їй до рота.
Міська церква Св. Михаїла (1506 р.)Побудована в готичному стилі Міхаеліскірхе (нім. Stadtkirche St. Michael) має три нефа однакової висоти. Підземний хід під вівтарем, що веде в колишній цістерціанскій монастир, називають одним із семи чудес Єни. З 1524 до 1529 з кам'яною кафедри церкви проповідував Мартін Лютер. У церкві розміщена бронзова могильна плита Лютера, хоча його прах покоїться в Віттенберзі.
Пам'ятник Йоганну-Фрідріху ВеликодушномуНа ринковій площі в 1905-08 роках було встановлено пам'ятник засновнику Єнського університету.
Залишки середньовічних фортифікаційних спорудЦентр міста колись оточував фортечний мур, фрагмент якого з міською брамою і пороховою вежею (13-14 ст) зберігся до наших днів. Залишки інших веж служать фундаментом житлових будинків.
Будинок Фрідріха ШиллераДвоповерховий будинок, сад, метеорологічна вежа, альтанка, де зустрічалися Шиллер і Гете. Церква, у якій вінчався Шиллер.
Ботанічний садзаснований 1580 року, другий найстаріший ботанічний сад в Німеччині.
JenTowerВежа-хмарочос висотою 159 м має циліндричну форму. Будівля побудована 1970 року для університету. На 27 поверсі розміщені ресторан і оглядовий майданчик, у нижньому поверсі розташований торговий центр.
Поблизу розміщений замок у Дорнбурзі і замок з підйомним мостом в Капеллендорфі.

## Громадський транспорт
- В місті існує розвинена мережа автобусів і трамваїв, яку обслуговує організацією «Jenah» (скорочення від «Jena Nahverkehr», Громадський транспорт Єни).
- АвтобусиJES Verkehrsgesellschaftздійснюють регіональні перевезення.
- На схід від центру міста розміщена залізнична станція Jena-Paradies; тут проходить високошвидкісна залізнична лінія, що з'єднує Берлін і Мюнхен, з цієї ж гілки йдуть поїзди в напрямку південь-північ. На захід від центру міста розташована Westbahnhof, на цій гілці йдуть поїзди з Ерфурта і всі поїзди напрямку схід-захід.
- Найближчі до міста аеропорти — аеропорт Лейпциг-Альтенбург та Ерфурт (аеропорт) З міжнародних аеропортів у Франкфурті, Берліні та Мюнхені, з якими Єна має залізничне сполучення.

## Коледжі, університети, дослідницькі інститути
- Єнський університет, заснований в 1558 році («Collegium Jenense»)[16]
- Університет прикладних наук (Fachhochschule Jena[17]), заснований в 1991 році
- Інститут хімічної екології імені Макса Планка — дослідний центр з аспірантурою
- Інститут економіки імені Макса Планка
- Інститут біогеохімії імені Макса Планка
- Інститут фотонних технологій (IPHT Jena)
- Товариство Фраунгофера — інститут прикладної оптики і точної механіки (IOF)
- INNOVENT — один із найбільших приватних дослідницьких центрів у Німеччині
- The Leibniz Institute for Age Research
- The Leibniz Institute for Natural Product Research and Infection Biology
- Friedrich-Löffler-Institute of Bacterial Infections and Zoonoses
- Інститут молекулярного патогенезису імені Фрідріха Леффера
- Єнський центр біоінформатики

## Музеї
- музей оптики — історія оптики
- Schott GlassMuseum — музей історії і виробництва скла
- Citymuseum Göhre — історія міста
- Ботанічний сад
- Будинок романтизму (література)
- Меморіал Гете
- Монетний кабінет — колекція східних монет у Єнському університеті[18]
- Schott Villa — історія виробництва скла в Єні, Отто Шотт та його родина

## Культура

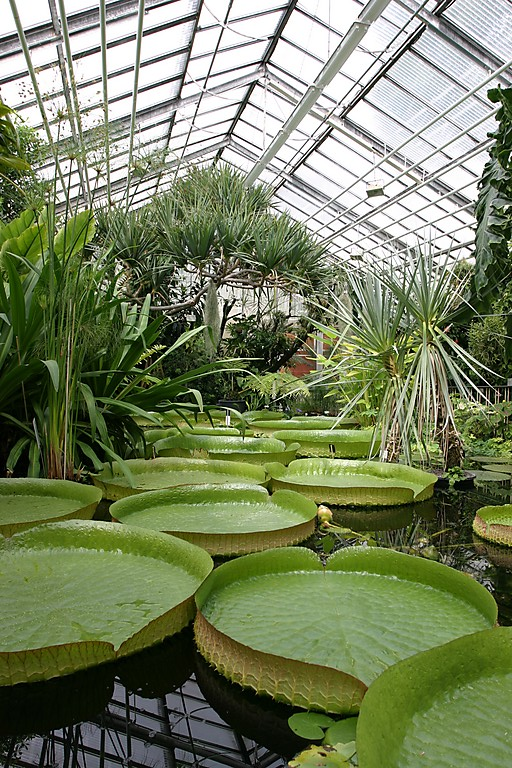
Єнський ботанічний сад

- Єнська філармонія — найбільший незалежний симфонічний оркестр у Тюрингії
- Kulturarena: щорічний музичний фестиваль, що проводиться перед міським театром[19]

## Уродженці
- Луїза Зейдлер (1786—1866) — німецький живописець при дворі великих князів у Веймарі
- Отто Гюнше (1917—2003) — штурмбанфюрер СС, ад'ютант Адольфа Гітлера.